# Alcedo cristata
Alcedo cristata е вид малка птица от семейство Alcedinidae. Достига на дължина до 13 cm. Широко е разпространена в Африка на юг от Сахара, с изключение на много сухите части на Сомалия, Кения, Намибия и Ботсуана. Храни се с риба, водни насекоми и ракообразни.

## Подвидове
Видът включва пет подвида:
- C. c. galeritus (Statius Müller, PL, 1776) – разпространен от Сенегал до Гана
- C. c. nais (Kaup, 1848) – разпространен е край бреговете на Западна Африка
- C. c. thomensis Salvadori, 1902 – разпространен на остров Сао Томе
- C. c. cristatus (Pallas, 1764) – разпространен в Нигерия на изток до западен Судан, Уганда и Кения и на юг до Южна Ангола, Северна Намибия и Ботсуана, Зимбабве и Южна Африка
- C. c. stuartkeithi Dickerman, 1989 – разпространен в Източен Судан, Етиопия и Сомалия